# Orimarga platystyla
Orimarga platystyla är en tvåvingeart som beskrevs av Alexander 1966. Orimarga platystyla ingår i släktet Orimarga och familjen småharkrankar. Inga underarter finns listade i Catalogue of Life.